# Georg Heibl
Georg Heibl (né le 16 février 1935 à neubeuern en Bavière) est un bobeur ouest-allemand des années 1970. Il remporte deux médailles d'argent dans l'épreuve de bob à deux aux Championnats du monde FIBT, en 1974 et 1975.

## Carrière
Georg Heibl est un bobeur ouest-allemand. En compétition, il pilote le bobsleigh en général avec son partenaire Fritz Ohlwärter avec qui, il remporte le titre de champion d'Allemagne de l'Ouest en 1973. En 1974, il devient champion d'Allemagne en bob à quatre.
Lors des championnats du monde de 1974 de Saint-Moritz, avec Fritz Ohlwärter, il remporte la médaille d'argent en bob à deux. Ils récidivent l'année suivante avec la médaille d'argent aux championnats du monde FIBT de 1975 à Cervinia derrière la paire italienne Giorgio Alverà (en) et Franco Perruquet (en),. Cette même année 1975, il  remporte encore le titre national en bob à deux avec Fritz Ohlwärter.
Heibl termine cinquième dans les épreuves de bob à quatre et de bob à deux aux Jeux olympiques d'hiver de 1976 à Innsbruck,,.

### Anecdote
Le lanceur de javelot Klaus Wolfermann a été un de ses pousseurs du bobsleigh.